# Euroskepticisme
Euroskepticisme eller EU-skepticisme er en politisk position, der ser kritisk på EU.
I Danmark ses euroskepticisme over hele det politiske spektrum, men stærkest i Nye Borgerlige, Folkebevægelsen mod EU og Dansk Folkeparti.

## Kritikpunkter
Euroskeptikere kritiserer f.eks. at det er bureaukratisk, at hele parlamentet skal flytte frem og tilbage mellem Strasbourg og Bruxelles 12 gange om året. Flytningen menes at koste EU's skatteydere mindst € 200 mio. (1,5 mia. kr.) om året. En række europaparlamentsmedlemmer forsøgte at sætte en stopper for det ved at indsamle mere end en mio. underskrifter mod flytningen på www.singleseat.eu, men indtil videre forgæves.